# Sextus
Sextus (lateinisch „der Sechste“, abgekürzt Sex.) war ein römischer Vorname (Praenomen). Er gehört wie Quintus und Decimus zu den von Zahlwörtern abgeleiteten Vornamen und bezeichnete ursprünglich möglicherweise die Geburt im Monat Sextilis (jetzt August).
Weitere Bedeutung: In Chormusik der Renaissance wie Madrigal und Motette bezeichnet Sextus (auch: Sexta Vox = sechste Stimme) eine zur Fünfstimmigkeit von Sopran/Cantus, Alt, Tenor, Bass und Quintus hinzukommende sechste Stimme, die in verschiedenen Stimmlagen liegen kann.

## Bekannte Namensträger
- Sextus (2. Jahrhundert), christlicher Autor, siehe Sentenzen des Sextus
- Sextus Aelius Catus, römischer Politiker
- Sextus Afranius Burrus († 62 n. Chr.), römischer Politiker
- Sextus Appuleius (Konsul 29 v. Chr.), römischer Politiker
- Sextus Appuleius (Konsul 14), römischer Politiker
- Sextus Clodius (1. Jh. v. Chr.), römischer Rhetor
- Sextus Empiricus (2. Jahrhundert n. Chr.), griechischer Arzt und Philosoph
- Sextus Iulius Africanus (160/170–240 n. Chr.), christlicher Chronograf
- Sextus Iulius Caesar (Prätor 208 v. Chr.), römischer Politiker
- Sextus Iulius Caesar (Konsul 157 v. Chr.), römischer Politiker
- Sextus Iulius Caesar (Prätor 123 v. Chr.), römischer Politiker
- Sextus Iulius Caesar (Konsul 91 v. Chr.) (vor 130 v. Chr.–90/89 v. Chr.), römischer Politiker
- Sextus Iulius Caesar (Quästor 48 v. Chr.) (vor 78 v. Chr.–46 v. Chr.), römischer Politiker und Militär
- Sextus Iulius Frontinus (ca. 40–103 n. Chr.), römischer Politiker
- Sextus Petronius Probus († 390 n. Chr.), römischer Aristokrat
- Sextus Pompeius (um 68–35 v. Chr.), römischer Feldherr
- Sextus Pompeius (Konsul 14 n. Chr.), römischer Politiker
- Sextus Pompeius Festus (2. Jahrhundert n. Chr.), römischer Lexikograph und Grammatiker
- Sextus Quintilius Condianus (Konsul 151), römischer Konsul
- Sextus Quintilius Condianus (Konsul 180), römischer Konsul
- Sextus Quintilius Maximus († 182 n. Chr.), römischer Politiker
- Sextus Quintilius Valerius Maximus römischer Politiker
- Sextus Roscius (1. Jahrhundert v. Chr.), römischer Bürger
- Sextus Pomponius (2. Jahrhundert n. Chr.), römischer Jurist
- Sextus Propertius (um 48 v. Chr. – 15 v. Chr.), römischer Dichter, siehe Properz